# Rosenkranz-Basilika (Lourdes)

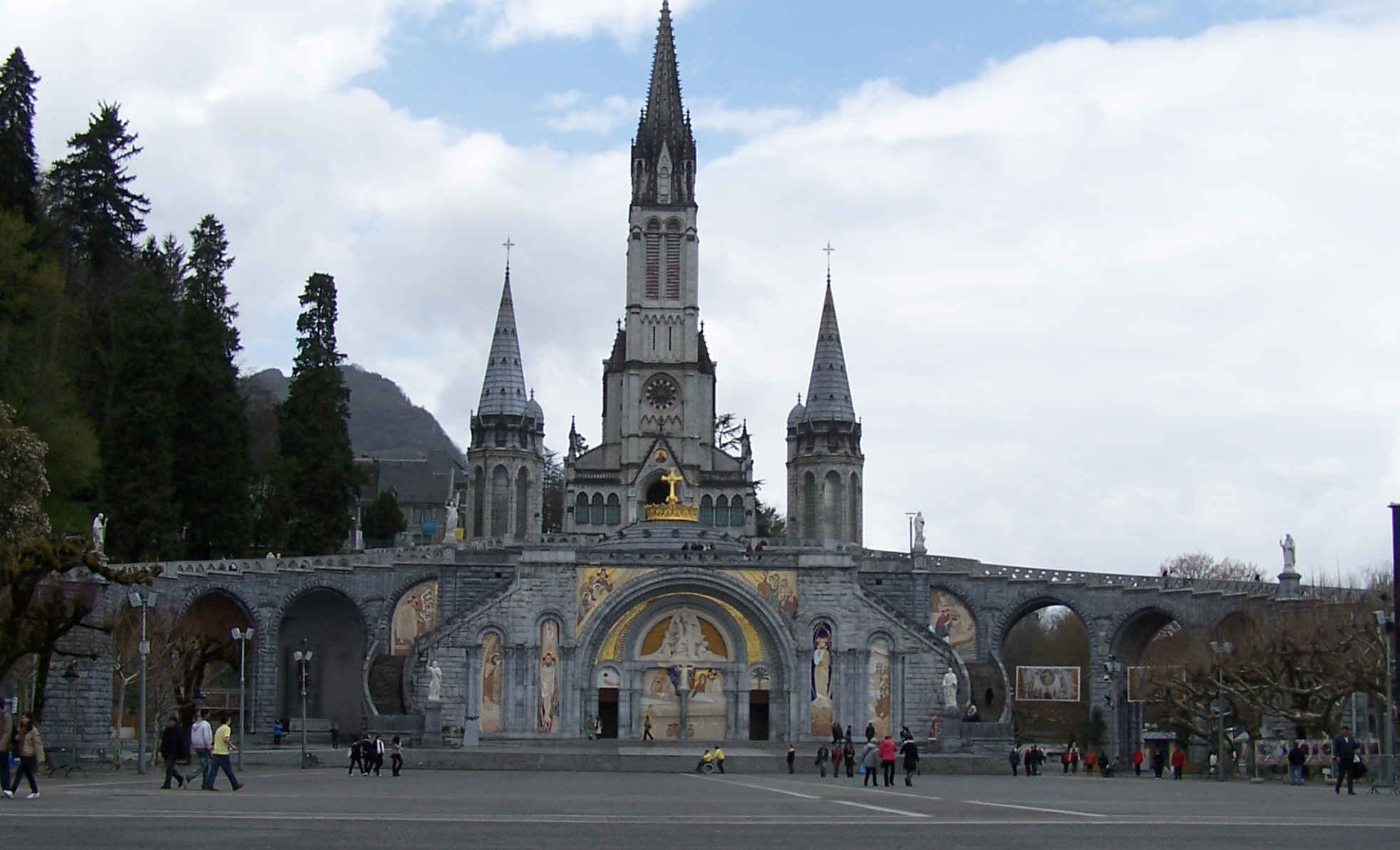
Rosenkranz-Basilika, im Hintergrund die drei Türme der „Oberen Basilika“

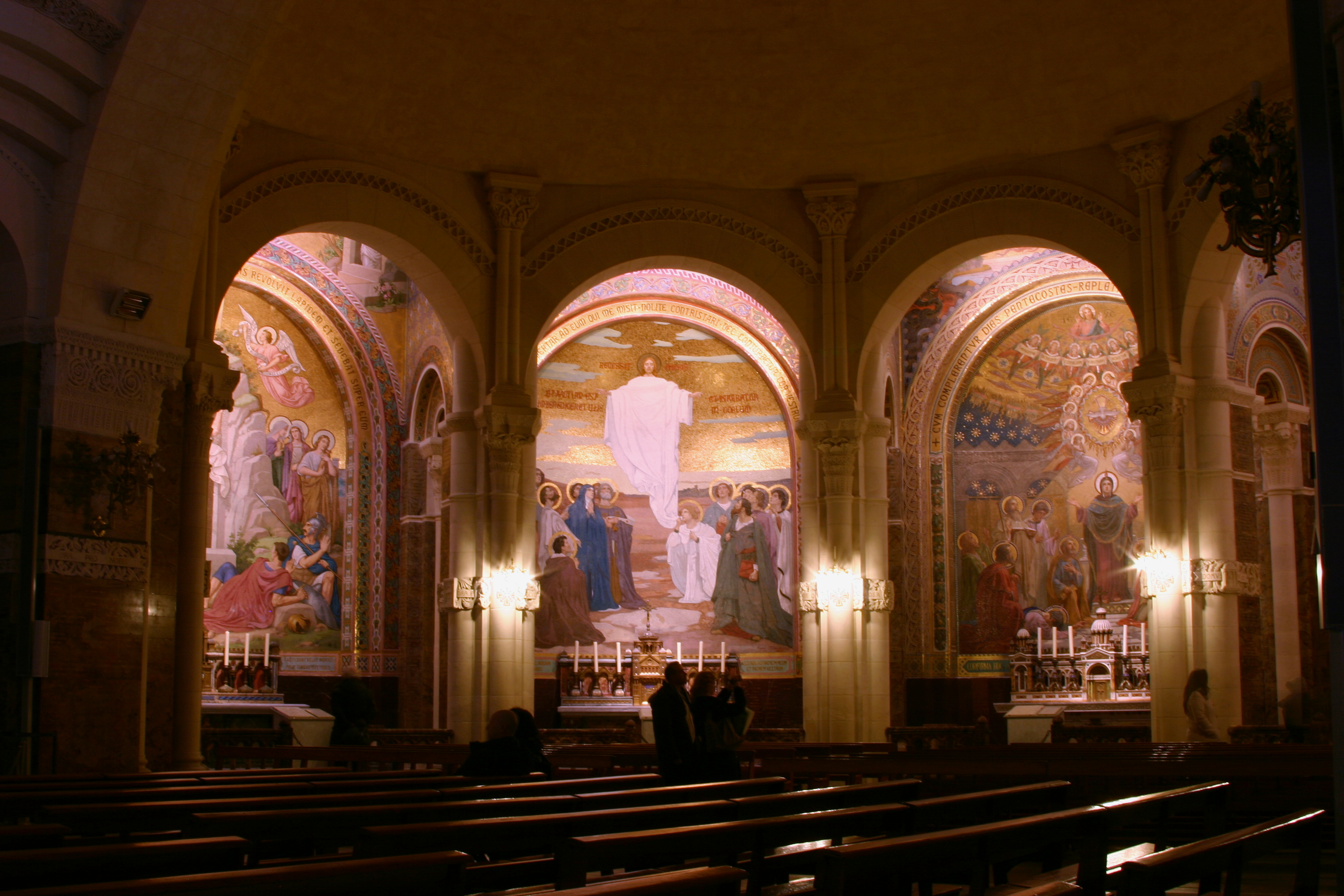
Altarbereich mit Marien-Mosaik und Seitenkapellen im Hintergrund

Die Rosenkranz-Basilika ist eine Kirche und Basilika minor im südwestfranzösischen Marienwallfahrtsort Lourdes. In ihr wird vor allem das Beten des Rosenkranzes zelebriert. Der Sakralbau liegt wenig östlich der Mariä-Empfängnis-Basilika („Obere Basilika“) und ist Teil des Kirchenkomplexes. Das Kirchengebäude, im neobyzantinischen Stil errichtet, fasst bis zu 1500 Personen und ist das drittälteste sakrale Bauwerk im Wallfahrtsareal.

## Geschichte
Die Basilika ist der dritte Sakralbau nach der Krypta und der „Oberen Basilika“, die auf der Stätte nahe der Marienerscheinung errichtet wurde. Das Kirchengebäude wurde vom Architekten Leopold Hardy geplant. Seine Grundsteinlegung erfolgte 1883, die Fertigstellung 1889. Die Konsekration der Kirche fand 1901 statt. Papst Leo XIII. würdigte im Apostolischen Schreiben mit dem Titel Parta humano generi vom 8. September 1901 besonders die Einweihung der Rosenkranz-Basilika.

## Architektur
Das Hauptschiff ist rund, offen und von einer Kuppel gekrönt, die insgesamt 16 Glasfenster hat. Die vergoldete Krone mit Kreuz ist ein Geschenk des gerade unabhängig gewordenen Irland aus dem Jahr 1924. Die 15 Abschnitte zwischen den Rundfenstern stehen für die 15 Zehnergruppen eines traditionellen Rosenkranzes. Das Hauptschiff ist von 15 kleineren Kapellen umgeben, und jede Kapelle symbolisiert jeweils ein Mysterium des Rosenkranzgebetes: Links der Hauptachse befinden sich die Freudenreichen Geheimnisse, rechts die Glorreichen Geheimnisse und zentral die Schmerzhaften Geheimnisse.
Jede Kapelle zeigt ein großes Mosaik mit dem Inhalt oder Thema des jeweiligen Geheimnisses und eine lateinische Inschrift. Die meisten Mosaike entstanden um 1900. Jede Seitenkapelle birgt einen Altar mit sechs Kerzen. Ein zentrales Mosaik zeigt die Darstellung der Gottesmutter Maria mit ausgestreckten Armen, Engelsköpfen und der Überschrift „Par Marie à Jésus“ (dt. „durch Maria zu Jesus“). Die Abbildung ist Bernadette Soubirous Beschreibung der Marienerscheinung von Lourdes nachempfunden.
Den halbrunden Eingangsbereich der Rosenkranz-Basilika dominiert eine Darstellung Mariä, die dem heiligen Dominikus einen Rosenkranz aushändigt. Eine Inschrift erinnert an den französischen Militärbefehlshaber und Staatschef Philippe Pétain, der Lourdes 1941, zur Zeit des Vichy-Regimes, besuchte. Die Außenfassade des Sakralbaus wurde 2007 verändert, indem das Mosaik „Luminous Mysteries“ zu den 15 Mosaiken aus 2002 hinzugefügt wurde. Die Mosaike, die der Künstler Marko Rupnik an der Fassade der Rosenkranzbasilika geschaffen hat, wurden 2025 verhüllt.

## Orgel
Die Orgel wurde 1897 von dem Orgelbauer Aristide Cavaillé-Coll erbaut. Das Instrument hat 42 Register auf drei Manualen und Pedal. Die Spiel- und Registertrakturen sind elektrisch.
| I Grand Orgue C–g3 |       |
| Montre             | 16′   |
| Bourdon            | 16′   |
| Montre             | 8′    |
| Bourdon            | 8′    |
| Flûte harmonique   | 8′    |
| Violoncelle        | 8′    |
| Prestant           | 4′    |
| Quinte             | 2 ⁄3′ |
| Doublette          | 2′    |
| Fourniture IV      |       |
| Cymbale III        |       |
| Bombarde           | 16′   |
| Trompette          | 8′    |
| Clairon            | 4′    |

| II Positif expressif C–g3 |        |
| Principal                 | 8′     |
| Bourdon                   | 8′     |
| Salicional                | 8′     |
| Prestant                  | 4′     |
| Doublette                 | 2′     |
| Plein-jeu IV-V            |        |
| Nazard                    | 2 ⁄3′  |
| Tierce                    | 1 3⁄5′ |
| Piccolo                   | 1′     |
| Basson-Hautbois           | 8′     |
| Clarinette                | 8′     |
| Trémolo                   |        |

| III Récit expressif C–g3 |     |
| Quintaton                | 16′ |
| Cor de nuit              | 8′  |
| Flûte harmonique         | 8′  |
| Gambe                    | 8′  |
| Voix céleste             | 8′  |
| Flûte octaviante         | 4′  |
| Octavin                  | 2′  |
| Cornet V                 |     |
| Trompette harmonique     | 8′  |
| Voix humaine             | 8′  |
| Clairon harmonique       | 4′  |
| Trémolo                  |     |

| Pédale C–f1 |     |
| Soubasse    | 16′ |
| Flûte       | 16′ |
| Basse       | 8′  |
| Bourdon     | 8′  |
| Bombarde    | 16′ |
| Trompette   | 8′  |

- Koppeln: I/I (Suboktavkoppel), II/I, III/I (auch als Suboktavkoppel), III/II, I/P, II/P, III/P

## Galerie

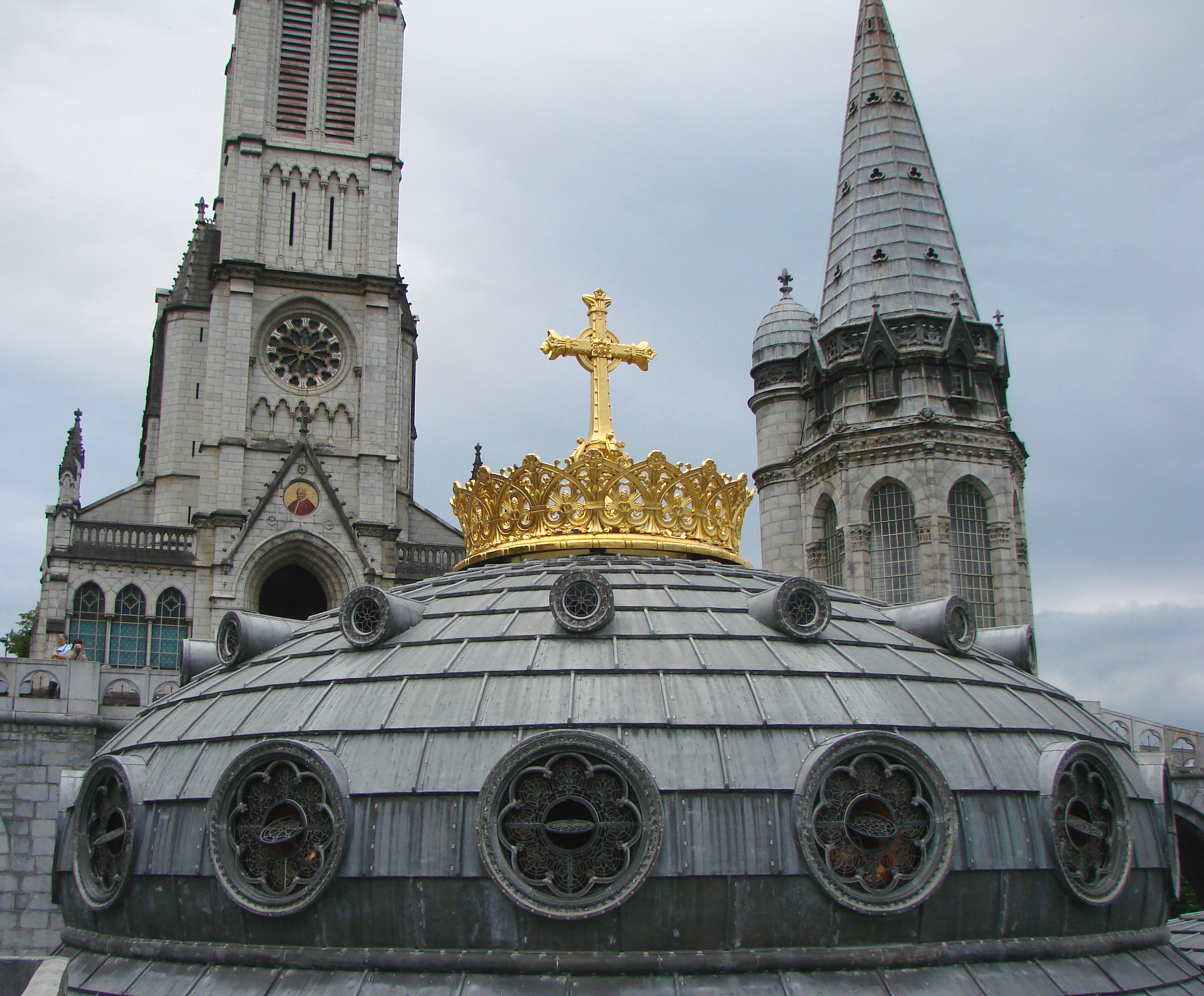
Kuppel mit Krone
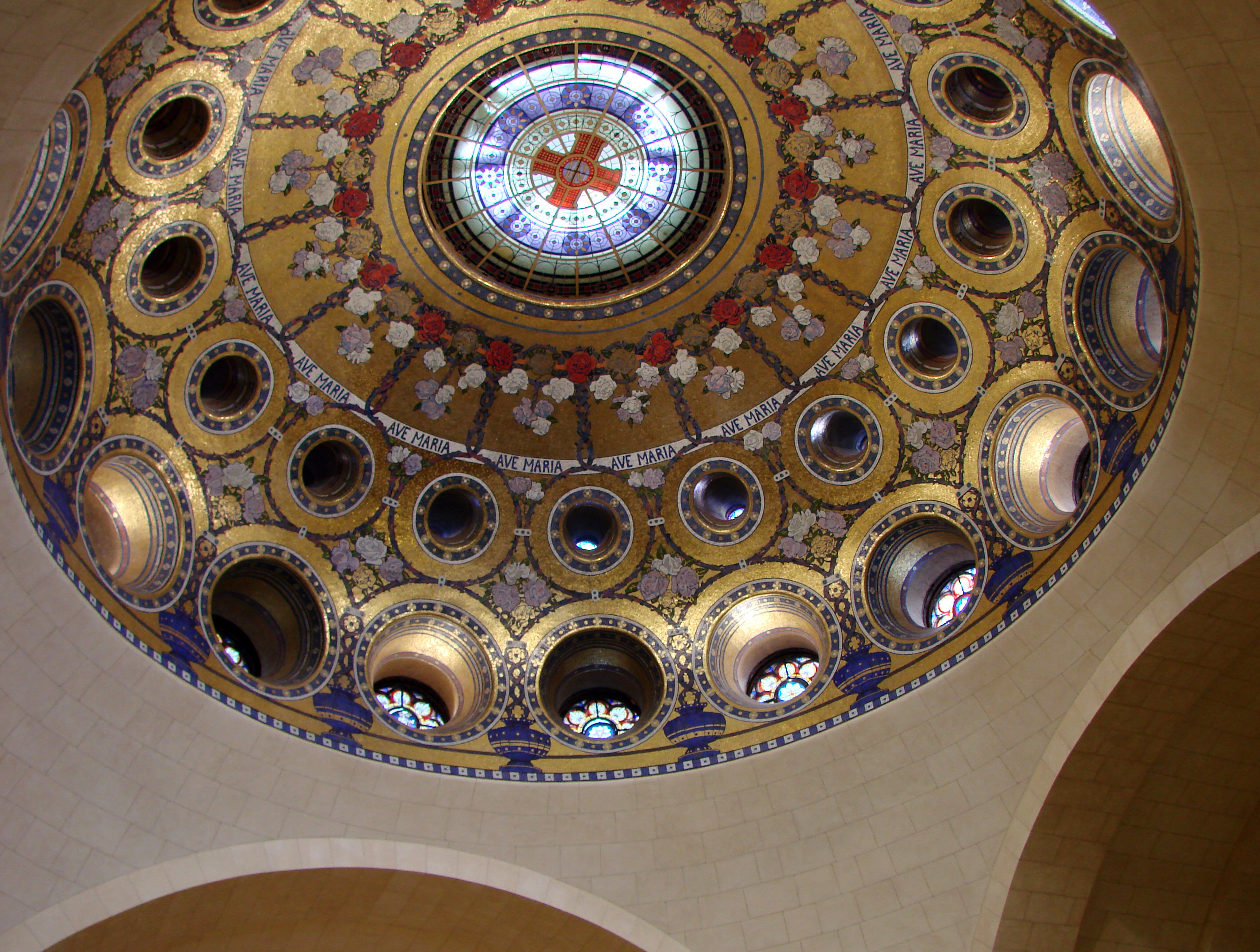
Kuppel mit Fenstern und Schmuck
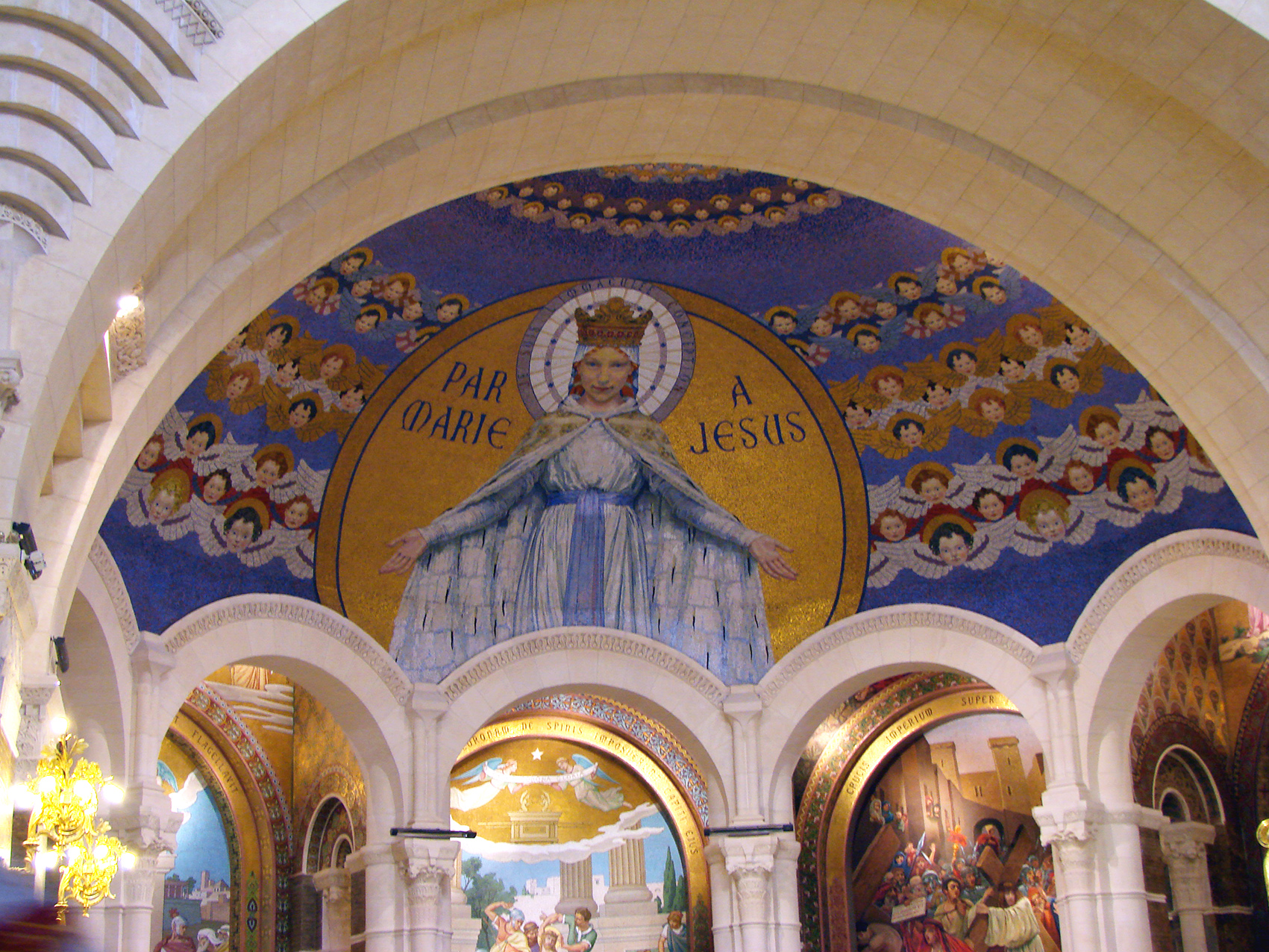
Marien-Mosaik